# Asalto al Tren del Encanto
El asalto al Tren del Encanto, también conocido como Operación Olga Luzardo u Operación Italo Sardi, fue un asalto ejecutado por las Fuerzas Armadas de Liberación Nacional el 29 de septiembre de 1963 en el Estado Miranda en los tramos montañosos del Gran Ferrocarril de Venezuela. La operación consistió en la toma por asalto de un tren que se dirigía hacia Los Teques, en la cual quince guerrilleros se enfrentaron durante breves minutos con la Guardia Nacional. El móvil de esta operación liderizada por  Guillermo García Ponce fue la apropiación de armas que serían transportadas hacia Caracas y utilizadas para fortalecer dicha organización.

## Antecedentes
En 1960 Argimiro Gabaldón, también conocido como Comandante Chimiro, planteó en el marco del histórico III Congreso del Partido Comunista de Venezuela (PCV), del que fue secretario general y miembro directivo de la Junta Electoral, la necesidad de acudir a la lucha armada entre otros mecanismos de combate inspirados en la experiencia cubana. Gabaldón crea el primer foco guerrillero en La Azulita, estado Mérida, bajo el lema «Luchar hasta vencer».
El 30 de junio de 1962 renuncia al Congreso Nacional el diputado Fabricio Ojeda enviando una carta de protesta y marcha a los Andes a organizar un frente guerrillero bajo el lema "Hacer la patria libre o morir por Venezuela". La primera página de Últimas Noticias del 3 de enero de 1963 reseñó la alocución de año nuevo del presidente Rómulo Betancourt donde dijo: “No habrá amnistía”. El pronunciamiento dejó clara la poca disposición a idultar a los participantes en los intentos sediciosos de el Carupanazo y el Porteñazo. En los días siguientes las protestas en el Congreso de la República fueron constantes y como medida de control ante la rebelión parlamentaria, Betancourt ordenó cárcel para los diputados miembros del Partido Comunista de Venezuela y del Movimiento de Izquierda Revolucionaria.

## Asalto
El asalto fue perpetrado por un grupo de once hombres y cuatro mujeres miembros de las Fuerzas Armadas de Liberación Nacional, el tren objetivo del ataque estaba ocupado por alrededor de 400 personas. En el enfrentamiento entre guerrilleros y miembros de la Guardia Nacional resultaron muertos cinco funcionarios, ocho mujeres y dos niños resultaron heridos.

## Respuesta
El gobierno de Rómulo Betancourt, en respuesta, intervino en el Congreso Nacional  y encarceló a los miembros de la dirección nacional de los partidos de izquierda que formaban parte de las fracciones parlamentarias, el Partido Comunista de Venezuela y el Movimiento de Izquierda Revolucionaria. Entre ellos los hermanos Gustavo y Eduardo Machado, Jesús Faría, Pompeyo Márquez, Domingo Alberto Rangel, Simón Sáez Mérida, Jesús María Casal Montbrum y Jesús Villavicencio. En los siguientes días apresarían a Pedro Ortega Díaz y Guillermo García Ponce.